# Novokúibixevsk
Novokúibixevsk (rus: Новоку́йбышевск) és una ciutat de l'óblast de Samara, a Rússia. Té una població d'uns 110.000 habitants.
Està situada a la riba est del Volga, molt a prop (a uns 6 km) de Samara. Entre aquestes dues ciutats hi ha la desembocadura del riu Samara al Volga. Precisament rep el seu nom del d'aquesta altra ciutat, que s'anomenava Kúibixev entre 1935 i 1991.

## Història
Durant la Guerra Civil Russa, en el territori on actualment hi ha la ciutat s'hi van produir batalles ferotges amb l'Exèrcit Blanc.
L'any 1946, després de la Segona Guerra Mundial, els soviètics hi van establir refineries i un assentament per a aproximadament 14.000 persones. En comprovar que la situació era òptima, el govern va desenvolupar la població a un gran centre industrial. El 22 de febrer de 1952, com a decisió del Presídium del Soviet Suprem de la RSFSR, Novokúibixevsk va rebre l'estatus de ciutat.

## Economia
Tenen molta importància per a la indústria de la ciutat les plantes petroquímiques i les refineries, especialment les de la companyia Rosneft.

## Estat administratiu i municipal
Dins del marc de divisions administratives, Novokúibixevsk és una ciutat d'importància provincial, que forma una unitat administrativa per si sola amb igual estatus que el dels districtes. Com a divisió municipal, la ciutat forma part de l'Òkrug urbà de Novokúibixevsk.